# 王僧達
王 僧達（おう そうたつ、景平元年（423年）- 大明2年8月15日（458年9月8日））は、南朝宋の官僚。本貫は琅邪郡臨沂県。

## 経歴
王弘の末子として生まれた。徳陽殿で文帝の謁見を受けて、学問と家事を問われると賢く受け答えしたため、気に入られて臨川王劉義慶の娘を妻に迎えた。若くして学問を好み、文章を得意とした。20歳にならないうちに、始興王劉濬の下で後軍参軍となり、太子舎人に転じた。病と称して仕事を休み、揚列橋で闘鴨を観戦していたため、御史の糾弾を受けたが、不問に付された。
鷹や犬を好み、郷里の少年たちと追いかけあい、自ら牛を屠殺したりもした。劉義慶は僧達のこのような素行を聞くと、沙門の慧観を派遣して様子を見させることにした。僧達は書物を席いっぱいに広げて、慧観と文章の意味を論じ合うと、慧観は応答に追われることとなり、賛嘆せざるをえなかった。僧達は兄の王錫と反りが合わず、貧窮を訴えて郡太守の任を求めると、文帝は秦郡太守に任じようとしたが、吏部郎の庾炳之が反対したために取りやめた。まもなく僧達は太子洗馬に転じた。母が死去したため、辞職して喪に服した。兄の王錫が臨海郡太守の任を辞めて帰り、奉禄100万以上を送ってきたが、僧達は一夕のうちに余すところなく奴たちに取らせてしまった。喪が明けると、宣城郡太守となった。遊猟を好み、数日帰らないこともあり、訴訟ごとを猟所で受けることも多かった。
元嘉28年（451年）春、北魏の大軍の進攻が長江に達し、建康に危険が迫ると、僧達は建康防衛のために入城を求めて、許可された。北魏軍が撤退すると、僧達はまた宣城郡太守に任じられた。ほどなく義興郡太守に転じた。
元嘉30年（453年）、劉劭が文帝を殺害して帝を称し、武陵王劉駿が劉劭打倒のために起兵すると、僧達は客の説得を受けて劉駿に従うことを決めた。劉駿（孝武帝）が即位すると、僧達は尚書右僕射に任じられた。6月、使持節・南蛮校尉となり、征虜将軍の号を加えられた。南郡王劉義宣が江陵で留任を求めたため、僧達は南蛮校尉の任を解かれないまま、赴任もしなかった。閏6月、護軍将軍に任じられた。僧達は才能の自負もあり、護軍将軍の地位に不満で、徐州刺史の任を求めたが、聞き入れられなかった。三たび孝武帝に訴えたため、帝の不興を買い、8月には征虜将軍・呉郡太守として出された。呉郡の西台寺に富裕な沙門が多かったため、僧達は主簿の顧曠を派遣して沙門の竺法瑤を人質にし、数百万銭を手に入れた。
孝建元年（454年）、南郡王劉義宣や臧質・魯爽らが反乱を起こすと、僧達はこれを口実に兵を増やし、朝廷には1000人と報告しながら、80人の隊を30隊立てた。さらには呉郡に私邸を建てるために、多くの労役を動員した。これらの罪により免官された。孝建3年（456年）、太常に任じられたが、僧達はやはり不満であった。ほどなく解職を求めて上表し、文章に不遜な言葉があることが問題とされ、罪に問われて免官された。ほどなく江夏王劉義恭の下で太傅長史となり、臨淮郡太守を兼ねた。さらに太宰長史に転じた。大明元年（457年）、左衛将軍となり、太子中庶子を兼ねた。かつての功績により、寧陵県五等侯に封じられた。
大明2年（458年）、中書令となった。同年8月、高闍らの反乱計画に加担していた罪で、獄に下されて殺害された。子の王道琰（王融の父）は新安郡に流されたが、前廃帝が即位すると建康に帰り、元徽年間に廬陵内史となったが、赴任しないうちに死去した。

## 伝記資料
- 『宋書』巻75 列伝第35
- 『南史』巻21 列伝第11